# 山蹄盖蕨
山蹄盖蕨或（学名：Athyrium vidalii）尖头蹄盖蕨为蹄盖蕨科蹄盖蕨属下的一个变种。

## 扩展阅读
維基物種上的相關：尖头蹄盖蕨